# Rita Marko
Rita Marko (* 1920 in Korça; † 15. Juni 2018) war ein albanischer Politiker der Partei der Arbeit Albaniens.

## Leben
Der aus einer griechisch-orthodoxen Familie stammende Rita Marko engagierte sich bereits nach dem Besuch der Höheren Schule 1936 aktiv in der nationalistischen Bewegung im Kampf gegen das immer weiter unter italienischen Einfluss geratende korrupte Regime Ahmet Zogus. Er nahm in diesem Jahr in Korça an einem Streik teil und schloss sich später dem kommunistischen Widerstand an. Während des Zweiten Weltkriegs beteiligte er sich von 1942 bis 1944 am kommunistischen antifaschistischen Unabhängigkeitskrieg und war von 1944 bis 1948 Politkommissar der Polizei.
Bereits auf dem 1. Parteitag der PPSh im November 1948 wurde er zum Sekretär des ZK gewählt und bekleidete diese Funktion bis November 1966. Im Juli 1950 wurde er kurzzeitig Industrieminister.
1950 wurde er erstmals Abgeordneter der Volksversammlung (Kuvendi Popullor) und gehörte dieser als Vertreter des Kreises Korça von der zweiten bis zum Ende der elften Wahlperiode 1991 an.
Auf dem 2. Parteitag im April 1952 erfolgte seine Wahl zum Kandidaten des Politbüros, ehe er auf dem 3. Parteitag im Juni 1956 schließlich zum Mitglied des Politbüros gewählt wurde und behielt diese Position bis zu seinem Ausscheiden im Juli 1990. Damit gehörte er zu den am längsten amtierenden Mitgliedern dieses höchsten Führungsgremiums der Partei.
Zwischen 1956 und 1958 war er Vorsitzender der Volksversammlung und somit Parlamentspräsident. Anschließend fungierte er zwischen 1958 und Januar 1977 als Stellvertretender Parlamentspräsident sowie als Mitglied des Präsidiums der Volksversammlung, dem kollektiven Staatspräsidium.
Im April 1957 gehörte er neben Enver Hoxha, Mehmet Shehu, Gogo Nushi, Xhafer Spahiu, Ramiz Alia, Spiro Koleka und Behar Shtylla zu einer Delegation bei einem Staatsbesuch in der Sowjetunion, die sich mit den albanisch-sowjetischen Beziehungen befasste.
Nach seinem Ausscheiden aus dem ZK-Sekretariat im November 1966 war er Erster Sekretär der PPSh im Kreis Durrës, der zu den albanischen Kreisen mit der größten Bevölkerungsdichte zählt.
Nach dem Tode von Gogo Nushi im April 1970 wurde er Vorsitzender des Generalrates des Gewerkschaftsverbandes BSSH (Bashkimi Sindikal i Shqipërisë). 1982 folgte ihm in diesem Amt Sotir Koçollari. Auf dem 9. Kongress des Gewerkschaftsverbandes kritisierte er im Juni 1982 die Politik der SFR Jugoslawien im Kosovo, aber auch die Situation in Polen.
Zuletzt war er Stellvertretender Vorsitzender des Präsidiums der Volksversammlung und damit neben Xhafer Spahiu und Emine Guri einer der Vize-Staatspräsidenten und Vertreter von Ramiz Alia.
Am 5. Dezember 1990 wurde er wegen Vorwürfen der Korruption festgenommen.